# Denden (chanteuse)
Pour les articles homonymes, voir Denden et Yaba (homonymie).
Denden, née Eden Yaba le 18 juillet 2005 à Villepinte, est une chanteuse et vidéaste web française.

## Discographie

### Singles
- 2024 : Ils se demandent[2] Or[3]
- 2024 : Faut doser
- 2025 : Padtal
- 2025 : Validé / Clap Clap

## Distinction
| Année | Prix        | Catégorie                      | Travail nommé | Résultat   | Réf |
| ----- | ----------- | ------------------------------ | ------------- | ---------- | --- |
| 2025  | Les Flammes | Révélation féminine de l'année | Elle-même     | Nomination | ,   |